# Jeremy Stephens
Jeremy Dean Stephens (født 26. maj 1986 i Des Moines, Iowa i USA) er en amerikansk MMA-udøver som siden 2007 har konkurreret i organisationen Ultimate Fighting Championship (UFC) i fjervægt-klassen.

## MMA-karriere

### Tidlige karriere
I en alder af 16, begyndte Stephens at dyrke kampsport som amatør og begyndte fuldtid i en alder af 18. Stephens var UGC og MCC-letvægt-mester.

### Ultimate Fighting Championship
Stephens blev besejret via 2. omgangs armbar-submission i sin UFC-debut mod veteranen Din Thomas på UFC 71 den 26. maj, 2007.
Hans første UFC-sejr var mod Diego Saraiva på UFC 76 via enstemmig afgørelse.
Stephens trådte ind som sen reserve for Hermes Franca mod Joe Lauzon den 7. februar, 2009 i hovedkampen på UFC Fight Night: Lauzon vs. Stephens. Lauzon besejrede Stephens med en armbar sent i 2. omgang.
I forbindelse med UFC Fight Night: Condit vs Kampmann 1. april 2009 blev Stephens besejret af Gleison Tibau og tabte med enstemmig afgørelse.
Stephens mødte Max Holloway den 12. december 2015 på UFC 194 og tabte kampen med enstemmig afgørelse.
Den 12. november 2016 mødte Stephens Frankie Edgar på UFC 205, og tabte igen med enstemmig afgørelse.
Stephens mødte Doo Ho Choi den 14. januar, i hovedkampen på UFC Fight Night: Stephens vs. Choi. Han vandt kampen via TKO i 2. omgang. Begge kæmpere blev belønnet med Fight of the Night-prisen.
Stephens mødte Josh Emmett den 24. februar, 2018 på UFC on Fox 28. Han vandt kampen via knockout i 2. omgang. Sejren belønnede ham med Performance of the Night-prisen.

## Privatliv
Stephens er af mexicansk afstamning på sin mors side. Han har 2 døtre og er gode venner med tidligere UFC-kæmper Anton Kuivanen.

## Mesterskaber og priser
- Ultimate Fighting Championship
  - Knockout of the Night (3 gange)
  - Fight of the Night (5 gange)  vs. Renan Barão, Cub Swanson, Sam Stout, Gilbert Melendez og Choi Doo-ho
  - Performance of the Night (1 gang)  vs. Josh Emmett
- MMAJunkie.com
  - 2014 June Fight of the Month vs. Cub Swanson[16]